# شريان عضلة مشمرة
شريان العضلة المشمرة (بالإنجليزية: Cremasteric artery)‏ هو فرع من الشريان الشرسوفي السفلي.